# آتش‌نشان فرزند مرا نجات بده
آتش‌نشان فرزند مرا نجات بده (انگلیسی: Fireman Save My Child) یک فیلم کمدی صامت کوتاه به کارگردانی آلفرد جی. گلدینگ است که در سال ۱۹۱۸ منتشر شد.

## بازیگران
- هارولد لوید
- اسناب پالرد
- ببه دنیلز
- ویلیام بلیسدل
- لایج کانلی
- سمی بروکس
- گاس لئونارد
- جیمز پروت
- دوروثیا والبرت